# Premio alla memoria Irving G. Thalberg
Il Premio alla memoria Irving G. Thalberg (Irving G. Thalberg Memorial Award) è una categoria dei Premi Oscar assegnata periodicamente (non necessariamente ogni anno) a "produttori creativi, i cui lavori riflettono delle continue produzioni cinematografiche di alto livello".
Il premio prende il nome dal leggendario direttore della Divisione Produzione della Metro-Goldwyn-Mayer, Irving Thalberg, che diede vita alla reputazione della compagnia nelle scelte di produzione di film sofisticati. Il trofeo assegnato è consistito in un busto di Thalberg fino al 2024, anno in cui il disegno del premio si omologa alla solita statuetta degli Oscar.

## Vincitori

### 1930
- 1938: Darryl F. Zanuck
- 1939[1]
  - Hal B. Wallis
  - Samuel Goldwyn
  - Joe Pasternak
  - David O. Selznick
  - Hunt Stromberg
  - Walter Wanger
  - Darryl F. Zanuck

### 1940
- 1940: David O. Selznick
- 1942: Walt Disney
- 1943: Sidney Franklin
- 1944: Hal B. Wallis
- 1945: Darryl F. Zanuck
- 1947: Samuel Goldwyn
- 1949: Jerry Wald

### 1950
- 1951: Darryl F. Zanuck
- 1952: Arthur Freed
- 1953: Cecil B. DeMille
- 1954: George Stevens
- 1957: Buddy Adler
- 1959: Jack L. Warner

### 1960
- 1962: Stanley Kramer
- 1964: Sam Spiegel
- 1966: William Wyler
- 1967: Robert Wise
- 1968: Alfred Hitchcock

### 1970
- 1971: Ingmar Bergman
- 1974: Lawrence Weingarten
- 1976: Mervyn LeRoy
- 1977: Pandro S. Berman
- 1978: Walter Mirisch

### 1980
- 1980: Ray Stark
- 1982: Albert R. Broccoli
- 1987: Steven Spielberg
- 1988: Billy Wilder

### 1990
- 1991: David Brown e Richard D. Zanuck
- 1992: George Lucas
- 1995: Clint Eastwood
- 1997: Saul Zaentz
- 1999: Norman Jewison

### 2000
- 2000: Warren Beatty
- 2001: Dino De Laurentiis

### 2010
- 2010: John Calley
- 2011: Francis Ford Coppola
- 2019: Kathleen Kennedy e Frank Marshall[2]

### 2020
- 2025: Michael G. Wilson e Barbara Broccoli